# Saint-Moré
Saint-Moré és un municipi francès, situat al departament del Yonne i a la regió de Borgonya - Franc Comtat. L'any 2007 tenia 184 habitants.

## Demografia

### Població
El 2007 la població de fet de Saint-Moré era de 184 persones. Hi havia 84 famílies, de les quals 28 eren unipersonals (12 homes vivint sols i 16 dones vivint soles), 24 parelles sense fills, 24 parelles amb fills i 8 famílies monoparentals amb fills.
La població ha evolucionat segons el següent gràfic:
Habitants censats

### Habitatges
El 2007 hi havia 157 habitatges, 83 eren l'habitatge principal de la família, 73 eren segones residències i 1 estava desocupat. 153 eren cases i 4 eren apartaments. Dels 83 habitatges principals, 69 estaven ocupats pels seus propietaris, 12 estaven llogats i ocupats pels llogaters i 2 estaven cedits a títol gratuït; 1 tenia una cambra, 6 en tenien dues, 27 en tenien tres, 16 en tenien quatre i 33 en tenien cinc o més. 63 habitatges disposaven pel capbaix d'una plaça de pàrquing. A 37 habitatges hi havia un automòbil i a 31 n'hi havia dos o més.

### Piràmide de població
La piràmide de població per edats i sexe el 2009 era:
| Homes | Edats   | Dones |
| ----- | ------- | ----- |
| 0     | 95 o +  | 4     |
| 0     | 90 a 94 | 4     |
| 0     | 85 a 89 | 0     |
| 0     | 80 a 84 | 0     |
| 12    | 75 a 79 | 0     |
| 4     | 70 a 74 | 12    |
| 8     | 65 a 69 | 16    |
| 4     | 60 a 64 | 4     |
| 12    | 55 a 59 | 4     |
| 0     | 50 a 54 | 0     |
| 0     | 45 a 49 | 4     |
| 8     | 40 a 44 | 0     |
| 0     | 35 a 39 | 4     |
| 4     | 30 a 34 | 4     |
| 24    | 25 a 29 | 8     |
| 0     | 20 a 24 | 4     |
| 12    | 15 a 19 | 4     |
| 4     | 10 a 14 | 4     |
| 0     | 5 a 9   | 0     |
| 12    | 0 a 4   | 4     |

## Economia
El 2007 la població en edat de treballar era de 100 persones, 78 eren actives i 22 eren inactives. De les 78 persones actives 74 estaven ocupades (40 homes i 34 dones) i 4 estaven aturades (2 homes i 2 dones). De les 22 persones inactives 10 estaven jubilades, 3 estaven estudiant i 9 estaven classificades com a «altres inactius».

### Ingressos
El 2009 a Saint-Moré hi havia 82 unitats fiscals que integraven 170 persones, la mediana anual d'ingressos fiscals per persona era de 17.089 €.

### Activitats econòmiques
Dels 9 establiments que hi havia el 2007, 1 era d'una empresa de fabricació d'altres productes industrials, 2 d'empreses de construcció, 2 d'empreses de comerç i reparació d'automòbils, 3 d'empreses d'hostatgeria i restauració i 1 d'una empresa immobiliària.
Dels 4 establiments de servei als particulars que hi havia el 2009, 1 era una lampisteria, 1 electricista i 2 restaurants.
L'únic establiment comercial que hi havia el 2009 era una adrogueria.
L'any 2000 a Saint-Moré hi havia 3 explotacions agrícoles.

## Poblacions més properes
El següent diagrama mostra les poblacions més properes.